# Bóris I da Bulgária
Bóris I (em búlgaro: Борис; em grego medieval: Βωρίς) foi o cnezo do Primeiro Império Búlgaro entre 852 e 889. Na época do seu batismo em 864, Bóris mudou seu nome para Miguel em homenagem ao seu padrinho, o imperador bizantino Miguel III, o Ébrio (r. 842–867). O historiador Steven Runciman colocou-o entre as maiores personalidades da história. É considerado santo pela Igreja Ortodoxa, como príncipe e batizador da Bulgária, e como "igual aos apóstolos", sendo festejado no dia 2 de maio (calendário juliano).
Apesar de diversos revezes militares, seu reinado foi marcado por diversos eventos que mudaram profundamente a história de búlgaros e eslavos. Com a cristianização da Bulgária, a tradicional religião estatal, o tengriismo, foi abolida. Hábil diplomata, Bóris conseguiu se aproveitar com muito sucesso do conflito entre o Patriarcado de Constantinopla e o Papado para criar criar uma Igreja da Bulgária autocéfala, o que também lhe serviu muito bem para endereçar as preocupações dos nobres búlgaros a respeito da interferência bizantina nos assuntos internos da Bulgária. Quando, em 885, os discípulos dos santos Cirilo e Metódio foram expulsos da Grande Morávia, Bóris deu-lhes refúgio e ajudou-os a criar o alfabeto eslavo. Após abdicar em 889, seu filho mais velho e herdeiro tentou restaurar a antiga religião, obrigando-o a retornar para depô-lo. No Concílio de Preslava que se seguiu, o clero bizantino foi substituído por búlgaros e a língua grega pelo antigo eslavônico eclesiástico como língua oficial da Igreja e do Estado.

## Nome e títulos
Depois de sua conversão oficial ao cristianismo, Bóris adotou o nome cristão de Miguel e é muitas vezes chamado de Bóris-Miguel em obras historiográficas. As únicas evidências diretas do título que Bóris utilizava são seus sinetes e a a inscrição encontrada perto da cidade de Balshi (Albânia), atualmente em Varna. Nela, ele é chamado pelo título bizantino de "arconte da Bulgária", um título que geralmente se traduz como "governante", e, nos séculos X e XII, também como cnezo. Nas fontes búlgaras do período, Bóris I é geralmente chamado de cnezo e, posteriormente, durante o Segundo Império Búlgaro, de czar.
Na historiografia moderna, é chamado por diversos títulos. A maior parte dos historiadores aceita que ele tenha mudado de título depois de sua conversão. Antes do batismo, ele se intitulava han ou Cã (khan) e depois, cnezo. De acordo com outra teoria, o título cnezo já seria utilizado pelos governantes búlgaros desde o reinado do fundador do império, Asparuque.

## Reinado

### Situação na Europa central em meados doséculo IX
O início do século IX marcou o início de uma feroz rivalidade entre o ocidente grego e o oriente latino que culminaria no cisma entre a Igreja Ortodoxa de Constantinopla e a Igreja Católica de Roma. Já em 781, a imperatriz Irene de Atenas tentou buscar uma relação mais próxima com a dinastia carolíngia e o Papado. Ela negociou um casamento entre o filho dela, Constantino VI, e Rotrude, uma filha de Carlos Magno com sua terceira esposa Hildegarda. Ela chegou ao ponto de mandar um professor para ensinar o grego para a princesa franca. Porém, a própria Irene desfez o acordo em 787 contra a vontade do filho. Quando o Segundo Concílio de Niceia (787), sob os auspícios de Irene, reintroduziu a veneração dos ícones, o resultado não foi reconhecido por Carlos Magno, que governava uma significativa porção do que era o Império Romano do Ocidente, por não terem sido convidados bispos francos. A decisão do concílio aproximou o Império Bizantino do Papado, mas resultou numa guerra contra os francos, que tomaram a Ístria e Benevento em 788.
Quando Carlos Magno foi proclamado imperador do Sacro Império Romano-Germânico por papa Leão III, o papa estava na realidade anulando a legitimidade da imperatriz Irene em Constantinopla. Ele certamente desejava aumentar a influência do papado ao mesmo tempo que homenageava seu protetor, o imperador Carlos Magno. Irene, assim como muitos de seus predecessores desde os tempos de Justiniano I, não tinha condições de proteger a cidade de Roma, agora reduzida a uns poucos habitantes. Quando Carlos Magno assumiu o título imperial, o ato não foi entendido como uma usurpação pelos francos e nem pelos romanos, mas assim foi em Bizâncio. Os protestos de Irene e de seu sucessor, Nicéforo I, o Logóteta, foram inúteis.
Moimir I conseguiu reunir alguns príncipes eslavos e fundou a Grande Morávia em 833. Seu sucessor, Rastislau, lutou contra os germânicos. Os dois estados tentaram manter o bom relacionamento com a Bulgária, que detinha um considerável poder militar na época.

### Campanhas militares

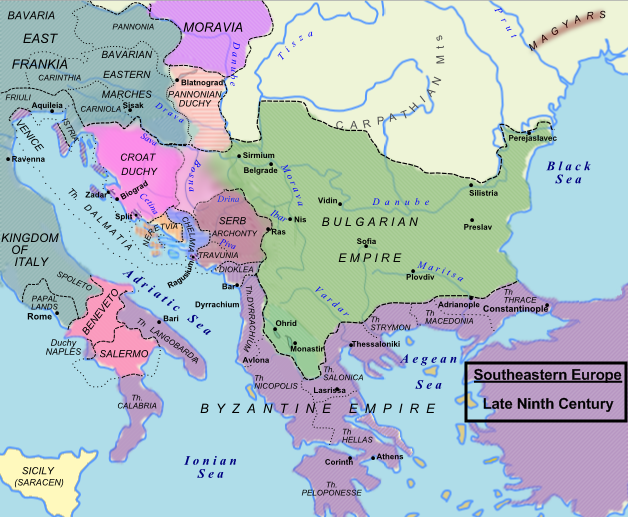
Bulgária durante o reinado de Bóris I

Bóris I era filho e sucessor de Presiano I. Em 852, ele enviou emissários à Frância Oriental para confirmar o tratado de paz de 845. Na época de sua ascensão, ele ameaçou os bizantinos com uma invasão, mas não atacou. Mesmo assim, Bóris recebeu um pequeno território na região montanhosa de Istranca, a sudeste, como suborno. O tratado não foi assinado, porém, mesmo depois da troca mútua de delegações diplomáticas. Em 854, o cnezo da Grande Morávia Rastislau persuadiu Bóris a ajudá-lo contra os francos. De acordo com algumas fontes, alguns francos teriam subornado o monarca búlgaro para que ele atacasse Luís, o Germânico. A campanha búlgaro-eslava foi um completo desastre e uma grande vitória para Luís, que invadiu a Bulgária. Na mesma época, os croatas declararam guerra aos búlgaros. Os dois povos haviam coexistido em paz até então, o que sugere que Luís os teria subornado para que atacassem o país vizinho para distrair a atenção de Bóris para longe de uma possível aliança para ajudar a Grande Morávia. Bóris nada conseguiu e ambos os lados trocaram presentes para firmar a paz. Como resultado destas campanhas, a paz entre a Bulgária e a Frância Oriental foi restabelecida, o que forçou Rastislau a enfrentar Luís sozinho. Neste ínterim, um novo conflito, desta vez contra os bizantinos, irrompeu em 855 e Bóris, distraído com Luís, perdeu Filipópolis (Plovdiv), a região de Zagora e os portos do golfo de Burgas no Mar Negro para o exército bizantino liderado por Miguel III, o Ébrio e pelo césar Bardas.

#### Sérvia
Depois da morte do príncipe Blastímero da Sérvia por volta de 850, o Principado da Sérvia foi dividido entre seus filhos. Blastímero e o pai de Bóris haviam lutado entre si nas guerra búlgaro-sérvia de 839-842, uma vitória sérvia, e Bóris queria agora vingança. Em 853 ou 854, o exército búlgaro, liderado por Vladimir, o filho de Bóris I, invadiu a Sérvia com o objetivo de substituir os bizantinos como suseranos. O exército sérvio foi liderado por Mutímero com seus dois irmãos e conseguiu derrotar os búlgaros, capturando Vladimir e outros doze boiardos. Bóris I e Mutímero concordaram sobre os termos da paz (e talvez uma aliança) e Mutímero enviou seus filhos Brano e Estêvão até a fronteira escoltando os prisioneiros.
Um conflito interno entre os irmãos, porém, fez com que Mutímero banisse os dois para a corte búlgara. Ele manteve um sobrinho, Pedro em sua corte por motivos políticos. Não se sabe a causa da disputa, mas especula-se que tenha sido por conta de alguma traição. Pedro futuramente derrotaria Pribéstlabo (r. 891–892), um dos filhos de Mutímero, e tomaria para si o trono sérvio.

### Conversão ao cristianismo

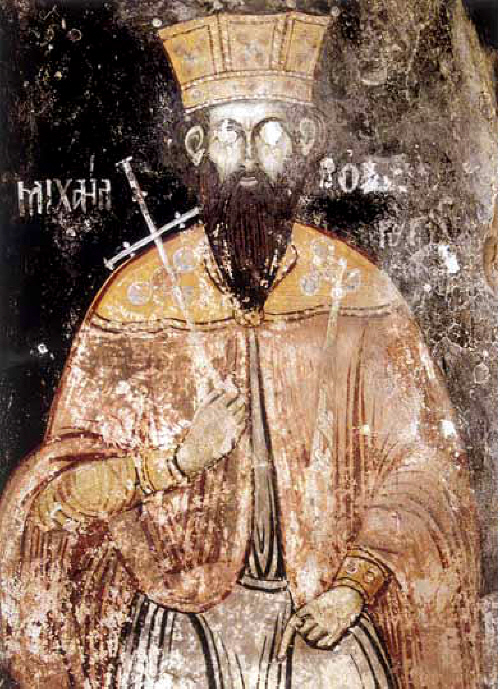
Ícone de São Bóris no Mosteiro de São Naum em Ocrida

Por diversas razões diplomáticas, Bóris se interessou pela conversão ao cristianismo. Com o duplo objetivo de estender seu controle sobre os eslavos e conseguir uma aliança com um dos mais poderosos inimigos dos búlgaros, o Império Bizantino, Bóris buscou uma aliança com Luís, o Germânico, contra Rastislau da Grande Morávia através da qual Luís daria a Bóris missionários, o que teria colocado os búlgaros sob a esfera de influência de Roma. No final de 863, os bizantinos liderados por Miguel III, para evitar que a Bulgária se bandeasse para o ocidente, declararam guerra e os búlgaros viveram um período de fome e desastres naturais. Tomado de surpresa, o cnezo foi forçado a aceitar a paz prometendo se converter adotando os ritos orientais e, em troca, além do batismo, Bóris recebeu também a região de Zagora. No começo de 864, Bóris foi batizado em segredo em Plisca por um grupo de clérigos bizantinos juntamente com sua família e uns poucos membros selecionados da nobreza bizantina. Tendo Miguel III como padrinho, Bóris adotou o nome de "Miguel" (Mihail).
Além de suas preocupações diplomáticas, Bóris estava interessado em converter-se juntamente com seu povo para resolver a desunião que grassava na sociedade búlgara. Quando ele ascendeu ao trono, búlgaros e eslavos viviam às turras, com a minoria búlgara dominando a maioria eslava. A pluralidade religiosa contribuiu também para as divisões: os eslavos tinham seu próprio conjunto de crenças de matiz politeísta enquanto que a elite búlgara acreditava em Tangra. Em paralelo, missionários judeus e muçulmanos pregavam abertamente. Bóris acreditava que, ao se tornar cristão, conseguiria persuadir tanto a população eslava quanto os nobres búlgaros (os boiardos), que aspiravam à posição de Bóris, a aceitarem sua autoridade. Assim, a solução para a desunião parecia ser de fato impor uma única religião.
Há outras teorias também. Alguns historiadores creditam a conversão à intervenção de uma irmã de Bóris que se convertera quando estava em Constantinopla. Outra história menciona um escravo grego na corte búlgara. Uma versão mais piedosa afirma que Bóris ficou surpreso e assustado com um ícone do Juízo Final e decidiu, por isso, adotar o cristianismo.

#### Clemente e Naum
Em 886. o governador de Belgrado recebeu os discípulos dos santos Cirilo e Metódio que haviam sido expulsos da Grande Morávia e os enviou para o cnezo em Plisca. Bóris recebeu dois desses discípulos com muita satisfação, Clemente de Ácrida e Naum de Preslava, ambos originários da nobreza búlgara. Os dois foram instrumentais no processo de disseminação das obras culturais, linguísticas e espirituais de Cirilo e Metódio na Bulgária. Eles criaram a Escola Literária de Preslava e a Escola Literária de Ocrida para fomentar o desenvolvimento da literatura eslavônica e da liturgia. Clemente treinou os milhares de sacerdotes fluentes no eslavônico que viriam a substituir o clero bizantino que ainda pregava na Bulgária em grego.
O alfabeto criado originalmente por Cirilo e Metódio era o glagolítico. Na Bulgária, porém, Clemente e Naum criaram (ou melhor, compilaram) um novo alfabeto, o cirílico, que foi declarado oficial. O eslavônico também foi declarado oficial em 893.

### Anos finais
Em 889, Bóris abdicou ao trono para se tornar monge. Seu filho e sucessor, Vladimir, tentou liderar uma reação pagã. Bóris saiu do retiro em 893 e derrotou Vladimir, mandando cegá-lo. A esposa dele teve a cabeça raspada e foi enviada para um mosteiro. Ele convocou o Concílio de Preslava e pôs no trono seu outro filho, Simeão I, ameaçando-o com o mesmo destino se ele também abandonasse a fé. O velho cnezo retornou ao seu mosteiro e só emergiu novamente em 895 para ajudar Simeão a lutar contra os magiares, que haviam invadido a Bulgária em conluio com os bizantinos. Passada a crise, Bóris novamente se retirou e faleceu em 907. Não se sabe ao certo a localização do mosteiro de Bóris.